# Mortmain
Mortmain è un film muto del 1915 diretto da Theodore Marston. La sceneggiatura si basa sull'omonimo romanzo di Arthur C. Train pubblicato a New York nel 1907.

## Produzione
Il film, prodotto dalla Vitagraph Company of America, si basa sul Mortmain, un romanzo pubblicato nel 1907 dopo essere uscito a puntate su The Saturday Evening Post il 2 giugno e il 9 giugno 1906.

## Distribuzione
Il copyright del film, richiesto da The Vitagraph Co. of America, fu registrato il 25 agosto 1915 con il numero LP6195.
Distribuito dalla V-L-S-E, il film uscì nelle sale cinematografiche statunitensi il 6 settembre 1915 dopo la prima, tenuta al Vitagraph Theatre di New York, il 29 agosto 1915.